# IMA Journal of Mathematical Control and Information
IMA Journal of Mathematical Control and Information is een internationaal, aan collegiale toetsing onderworpen wetenschappelijk tijdschrift op het gebied van de regeltechniek en de toegepaste wiskunde. De naam wordt in literatuurverwijzingen meestal afgekort tot IMA J. Math. Contr. Inform. Het wordt uitgegeven door Oxford University Press namens het Britse Institute of Mathematics and its Applications.